# 김건형 (축구 선수)
김건형(1979년 9월 11일 ~ )은 대한민국의 축구 선수이며, 포지션은 미드필더이다.